# A medve (film, 1988)
A medve (eredeti cím: L'Ours) 1988-ban bemutatott francia természetfilm.
A történet két medve életét követi nyomon a természetben: a medvebocs anyja meghalt egy sziklaomlásban, a felnőtt medvét pedig egy vadász sebesíti meg a vállán. A történet szokatlansága, hogy a hím medve befogadja az elárvult medvebocsot és gondoskodik róla.

## Cselekménye
|  | Alább a cselekmény részletei következnek! |

1885, Brit-Kolumbia.
Egy fiatal medvebocs anyja meghal egy sziklaomlásban, miközben vadmézet ás ki egy fa odvából. A bocs igyekszik élelmet és búvóhelyet találni. A hegység másik részében egy felnőtt hím grizzlyt két vadász üldöz (Jack Wallace és Tchéky Karyo).  A fiatalabb vadász nem tud ellenállni, hogy rálőjön a medvére, noha az elég messze van tőle. A medve bal válla erősen vérzik, de el tudja hagyni a helyszínt. Egy sáros pocsolyába fekszik, a sérült vállát egy darabig a vízben tartja. Ide érkezik meg a bocs, és a seb nyalogatásával próbál segíteni a sérült hímnek, bár a hím eleinte üvöltéseivel távol tartja a bocsot. A hím ezek után befogadja és védelmezi a kicsit és horgászni tanítja (illetve halakkal látja el). Egy szarvast is elejtenek „közösen”. Éjszakánként a bocs rémálmokat lát, amiben az anyját ért szerencsétlenséget, illetve félelmetes vadállatokat lát (például békákat).
A két vadász elhatározza, hogy végez a medvével, amikor a medve által megtámadott, vérző lovaikhoz érnek. A fiatalabb vadász lába megsérül a sziklák között, miközben az egyik lovat próbálja megnyugtatni. Az idősebb vadász elmegy kutyákért. A fiatalabb néhány töltény csúcsát keresztben bemetszi a késével, mert így nagyobb sérülést okoz. Nem sokkal később egy harmadik vadász csatlakozik hozzájuk (Andre Lacombe), akinek Beauceron vérebei vannak.
Az üldözésben a medvék egy sziklás területre menekülnek, ahol a hím néhány kutyát megöl, vagy halálosan megsebesít, a többi pedig nem tud felmászni a meredek sziklákon (a medvebocs is nehezen jut fel, majd elbújik egy barlangban). Az egyik kutya, ami annyira megsérült, hogy meg kell ölni, a fiatal vadász kedvenc Welsh terriere volt. Az idősebb vadász végez vele. A vadászok megtalálják az ijedt bocsot és magukkal viszik a táborukba, ahol egy fához kötözik. A vadászok nem veszik észre, hogy éjszaka a hím grizzly közelről megfigyeli a táborukat.
Másnap a három vadász egy alkalmas helyszínen három kulcsfontosságú megfigyelési pontot foglal el. A fiatal egy magas, kiszögellő sziklára mászik. Előtte megegyeznek abban, hogy megvárják, amíg a medve elhalad előttük. A fiatal vadász elmegy vízért egy közeli sziklához, ahol fentről víz csorog. A hím medve váratlanul feltűnik, és sarokba szorítja a vadászt, aki nem vitte magával a puskáját a víziváshoz. A medve jó néhány félelmetes üvöltést hallat, és éles körmeivel szinte súrolja a vadászt. Valószínűleg elérhetné, ha akarná, akár a fejét is letéphetné vagy a szakadékba taszíthatná. De egyiket sem teszi, a vadász, aki közben az életéért könyörög a medvéhez, életben marad. A medve nyugodtan távozik, nem menekül. A fiatal vadász néhány lövéssel próbálja gyorsabb haladásra bírni, de a medve nem változtat a sebességén. Amikor az idősebb vadász a lövések hangjára odaér, a fiatal azt mondja neki, hogy lelőtte a medvét és az beesett a szakadékba. A medve azonban jól láthatóan nem halt meg, mert még mindig baktat a sziklák között. Amikor az idősebb vadász le akarja lőni, a fiatal lefogja a fegyverét.
A vadászok visszatérnek a táborukhoz, ahol elengedik a fiatal bocsot, majd ellovagolnak. Ahogy a bocs ismét egyedül marad a vadonban, egy puma kezd vadászni rá. Úgy látszik, a bocs hiába menekül, mert a macskaféle gyorsabban fut nála. A bocs egy kidőlt fára mászik, ami benyúlik a folyó fölé. A fa eltörik, a bocs a vízbe esik, és bár felmászik a letört ágra, elsodorja az ár. A puma a parton követi, majd azon a ponton helyezkedik el, ahol a bocsnak el kell haladnia. Amikor a bocs odaér, a puma rátámad a bocsra, a bocs vérezni és üvölteni kezd. A puma hamarosan eltávozik. A háttérben ugyanis feltűnt a hím medve és üvöltve két lábra áll. A bocs örömmel csatlakozik ismét hozzá. Ahogy megérkezik a tél és leesik a hó, a két medve egy barlangba vonul vissza, téli álmot aludni.
|  | Itt a vége a cselekmény részletezésének! |

## Szereposztás
| színész        | szerep          | magyar hang     |
| -------------- | --------------- | --------------- |
| Tchéky Karyo   | Tom             | Kőszegi Ákos    |
| Jack Wallace   | Bill            | Izsóf Vilmos    |
| André Lacombe  | a kutyás vadász | Palóczy Frigyes |
| Bart medve     | a hím grizzly   |                 |
| Youk medvebocs | a medvebocs     |                 |

## Megjelenése
A medve c. filmet 1988. október 19-én mutatták be Franciaországban.
Curwood könyvének 50 évig nem volt új kiadása, de a film megjelenése kapcsán újból kiadták, a Newmarket Press gondozásában jelent meg. A film történetét nyomon követő képeskönyvet The Bear Storybook címmel a St. Martin's Press kiadó adta ki.
A film DVD-n 2000. március 7-én jelent meg a Sony Pictures Home Entertainment gondozásában.

## Fogadtatás
A film a kritikusok körében azonnal sikert aratott. A filmkritikusok véleményét összegző Rotten Tomatoes 92%-ot adott rá 12 kritikus véleménye alapján.
Néhány kritikus kiemelte az élővilág „felnőtt” megjelenítését, szemben az általában gyerekeknek szánt állatos filmek ábrázolásmódjával.
A Chicago Sun-Times filmkritikusa, Roger Ebert szerint: „Ez nem egy olyan film, amiben a medvék tricikliznek és mókáznak. Ez sokkal inkább »élet a vadonban«, és a medvék ábrázolása a természetes környezetükben valóban lenyűgöző. Lassan rájövünk, hogy személyiségük van.”
Janet Maslin, a The New York Times kritikusa szerint a filmben nem a vadon és a benne élő állatok ábrázolása érdekes, hanem a megszemélyesítés. „A film a medvék álmait és gondolatait jeleníti meg”.
Néhányan megjegyezték, hogy a film közepén látható rövid jelenet miatt, amiben a hím medve egy nősténnyel párosodik, majd magyarázkodniuk kell a szülőknek a gyerekeik előtt.

## Díjak, jelölések
Elnyert díjak:
- 1988: Nemzeti Filmakadémia díja, Franciaország - Jean-Jacques Annaud
- 1989: César-díj, „legjobb rendező” - Jean-Jacques Annaud
- 1990: Genesis-díj, „legjobb külföldi film”
- 1990: Német művészmozik céhének ezüst díja, „legjobb külföldi film” (Ausländischer Film) - Jean-Jacques Annaud

Jelölések:
- 1989: César-díj, „legjobb fényképezés” - Philippe Rousselot
- 1989: César-díj, „legjobb film” - Jean-Jacques Annaud
- 1989: César-díj, „legjobb plakát” - Claude Millet, Christian Blondel, Denise Millet
- 1989: César-díj, „legjobb hang” - Bernard Leroux, Claude Villand, Laurent Quaglio
- 1990: Oscar-díj, „legjobb filmvágás” - Noëlle Boisson
- 1990: BAFTA-díj, „legjobb fényképezés” - Philippe Rousselot
- 1990: Amerikai Operatőrök Társaságának díja, „kiemelkedő fényképezés mozifilmben” - Philippe Rousselot
- 1990: Fiatal Művész-díj, „legjobb családi film”, „kaland és rajzfilm” kategória

## A film készítése

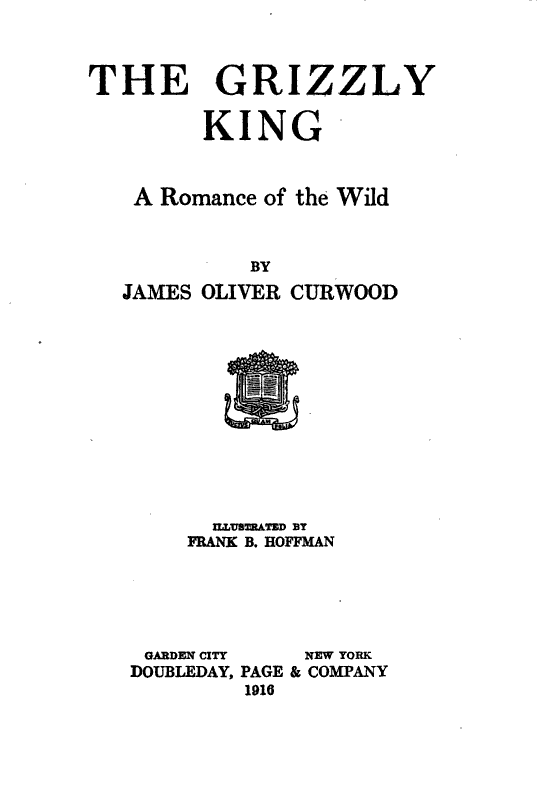
James Oliver Curwood: The Grizzly King
(a könyv 1916-os címlapja)

James Oliver Curwood amerikai író könyve, a The Grizzly King 1916-ban jelent meg. Bár a történet részletei saját útjainak tapasztalataiból erednek, amiket Brit-Kolumbiába tett több alkalommal, a felnőtt hím medve és az idegen medvebocs barátsága fantázián alapul. Jim alakja önéletrajzi ihletésű Curwood életrajzírója, Judith A. Eldridge úgy gondolja, hogy a vadász életének megkímélése valós tapasztalaton alapul.
Jean-Jacques Annaud korábbi filmjeinek (Black and White in Color (1976) és az 1981-es Quest for Fire - mindkét film Oscar-díjas) anyagi sikere után Claude Berri producer felajánlotta Annaud-nak, hogy anyagi korlátok nélkül készíthet filmet. Annaud azt gondolta, olyan filmet készít, ami egyszerre szórakoztató, pénzügyileg sikeres, pszichológiai töltésű, és a főszereplője egy állat. Ötletét megbeszélte régi munkatársával, a forgatókönyv-író Gerard Brach-kal, aki pár napon belül elküldte neki a The Grizzly King c. könyv példányát. Annaud egyetértett az ötlettel, hogy a könyvből filmet készítsenek. Bár Brach már 1981 végén elkezdte írni a forgatókönyvet, Annaud időközben más projektbe kezdett, A rózsa neve c. film rendezésébe, ami Umberto Eco azonos című könyve alapján készült.
A forgatás előtt Annaud állatkertekben próbálta megfigyelni az állatok viselkedését. Egy későbbi interjúban, amit az American Humane Association-nek adott, Annaud ezt mondta: „Annyira érdekesnek találtam a tigriseket, hogy már azt gondoltam, hogy »A tigris« lesz a címe a filmnek »A medve« helyett. Ugyanakkor, mivel egy medve gyakran áll a hátsó lábaira, emberszerűbbé válik, amivel a nézők könnyebben azonosulni tudnak.”
A kész forgatókönyvet 1983 elején mutatták meg Berrinek.
Brach és Annaud elhatározták, hogy a történetet a 19. század végére helyezik, mivel így jobban érzékelhető a háborítatlan természet vadsága az emberekre nézve.
A film jellemzői az igen kevés párbeszéd és zenei háttér. Ezen kívül, bár mindkét vadásznak és a medvéknek is van nevük a forgatókönyvben, a filmben a nevek nem hangzanak el. A medvebocs neve Youk, a felnőtt medvéé Kaar. A Tchéky Karyo által játszott karakter neve Tom, Jack Wallace karakterének neve Bill. A nevek különböznek a könyvben előforduló nevektől, ott a medvebocs a Muskwa, a felnőtt medve a Thor nevet viseli.

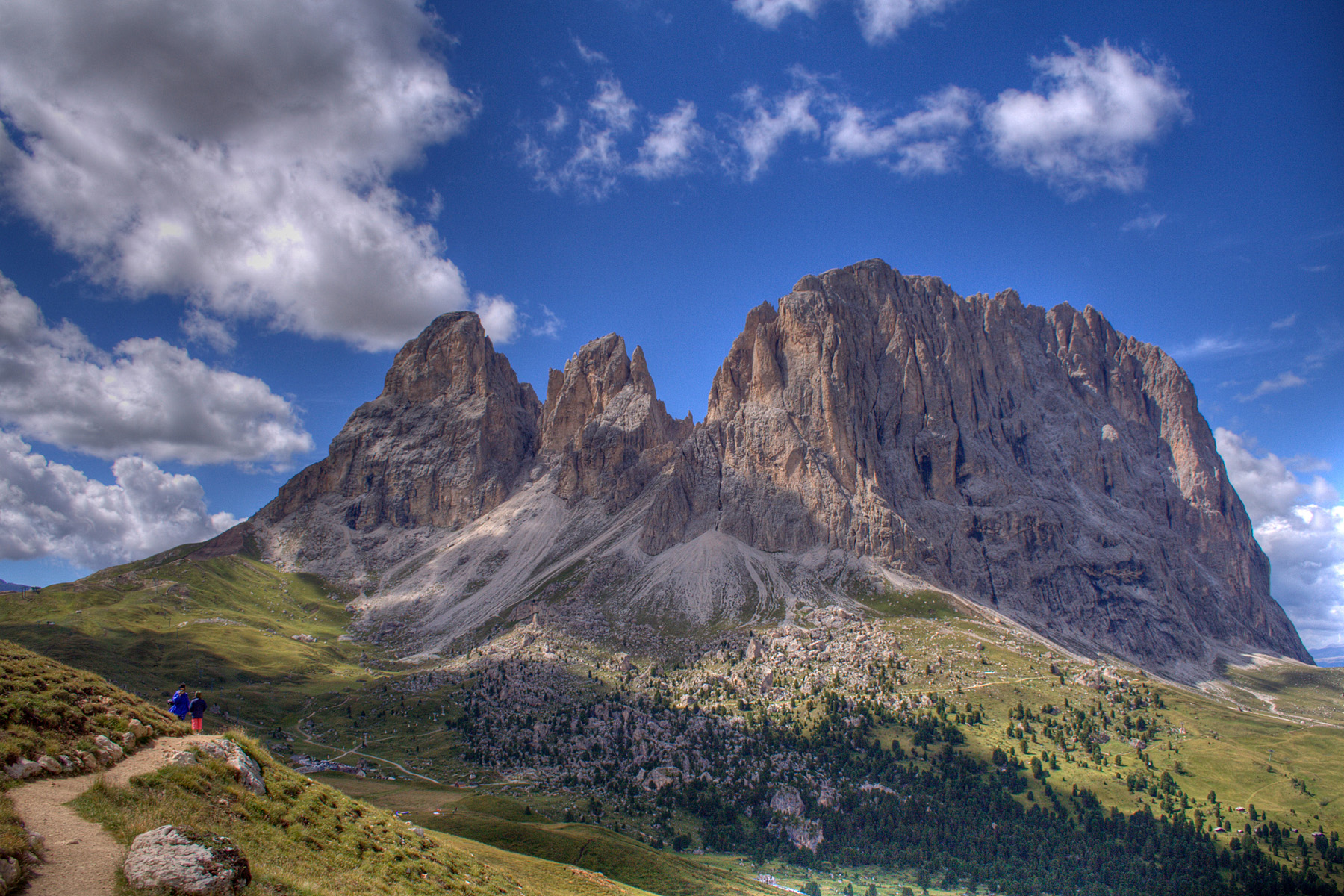
A Langkofel hegy a Dolomitokban, (Dél-Tirol, Olaszország)

A film felvételei 1987. május 13-án kezdődtek és október végén értek véget. Szinte kizárólag az olasz és osztrák Dolomitokban forgattak. Néhány felvétel egy belga állatkertben készült 1988-ban.
A stáb 200 főből állt. A felvételeken majdnem mindenhol élő állatok jelennek meg (medvék, kutyák, lovak, méhek, szarvasok), kivéve néhány összecsapás jelenetét, ahol animatronikát alkalmaztak.
Egy betanított, 2,7 m magas medve, Bart játszotta a grizzlyt a filmben, és egy fiatal nőstény medvebocs, Douce (magyarul: édes) a bocs szerepét. Néhány helyettes medvebocsot is alkalmaztak. Barttal három tréner foglalkozott (egyikük a tulajdonosa, Doug Seus), a bocsokkal pedig tizenegyen. A kutyáknak három trénere volt, és másik három a lovaknak.
A felvételek készítése közben Bart megsebesítette Annaud-t, amikor közösen fényképezték őket. Az Annaud hátán lévő karmolások két hónapig tartó dréncsöves kezelést igényeltek.
A film készítésében közreműködött az American Humane Association és a World Wildlife Fund.

## Forgatási helyszínek
A filmet kizárólag az olasz és osztrák Dolomitokban vették fel.

## Érdekesség
- Franciaországban több mint 9 millióan nézték meg a filmet moziban, a TF1 tévécsatorna 1992-es bemutatóját pedig 16 millióan látták, ami rekord nézőszámnak számít.[18]

## Fordítás
Ez a szócikk részben vagy egészben  a   The Bear (1988 film) című angol Wikipédia-szócikk fordításán alapul.  Az eredeti cikk szerkesztőit annak laptörténete sorolja fel. Ez a jelzés csupán a megfogalmazás eredetét és a szerzői jogokat jelzi, nem szolgál a cikkben szereplő információk forrásmegjelöléseként.